# ديبول
ديبول (DIBOL) اختصار لـ Digital's Business Oriented Language (لغة الأعمال الرقمية الموجهة) هي لغة برمجة أولية، إجرائية، متعددة الاستخدامات، وهي مناسبة جداً لتطوير برامج نظم المعلومات الإدارية (MIS). لها بنية مشابهة للغتي فورتران وبيسيك، بالإضافة إلى حساب النظام العشري المشفر الثنائيا (BCD arithmetic). تتشارك مع كوبول (COBOL) في بنية البيانات وعمليات الانقسامات.

## التاريخ
تم تسويق ديبول من قبل شركة المعدات الرقمية (DEC) عام 1970.
تم إنتاج النسخة الأصلية ديبول-8 لأنظمة PDP-8، PDP-11 وDIBOL-32 نظام ذاكرة افتراضية مفتوح، ويمكن لها العمل على أنظمة أخرى من خلال المحاكي (emulator).
ظهرت معايير مؤسسة المعايير الوطنية الأمريكية (ANSI) في 1983، 1988 و1992. وأطرق معيار 1992 عام 2002.

## وصلات خارجية
- موقع ديبول الرسمي
- ANSI INCITS 165-1992 (R2002) لغة البرمجة ديبول (تحميل نسق المستندات المنقولة معايير الشراء من ANSI)
- Synergex Synergy/DE features the Synergy/DBL DIBOL compiler.

## أقرأ
- مؤسسة المعايير الوطنية الأمريكية (1988). المعايير الوطنية الأمريكية لنظم المعلومات- لغة البرمجة, ديبول. نيويورك, NY: مؤسسة المعايير الوطنية الأمريكية. OCLC:23056850. {{استشهاد بكتاب}}: الوسيط author-name-list parameters تكرر أكثر من مرة (مساعدة)
- مؤسسة المعايير الوطنية الأمريكية (1992). المعايير الوطنية الأمريكية لنظم المعلومات- لغة البرمجة, ديبول. نيويورك, NY: مؤسسة المعايير الوطنية الأمريكية. OCLC:23056850. {{استشهاد بكتاب}}: الوسيط author-name-list parameters تكرر أكثر من مرة (مساعدة)